# الطور (القبيطة)

تعديل مصدري - تعديل

الطور هي إحدى قرى عزلة كرش بمديرية القبيطة التابعة لمحافظة لحج، بلغ تعداد سكانها 151 نسمة حسب تعداد اليمن لعام 2004.